# كوانتونغ

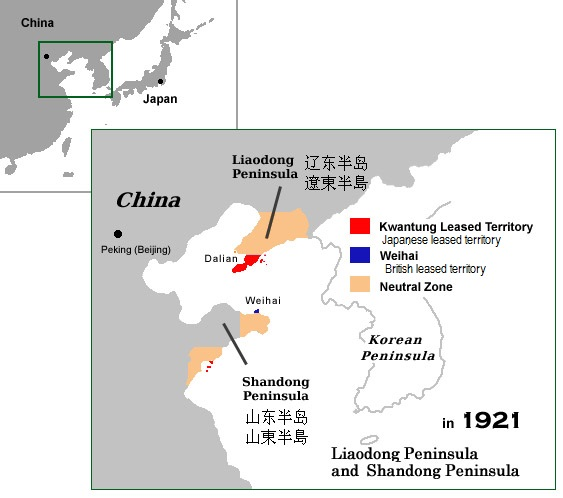

كوانتونغ صينية: (حروف صينية مبسطة: 关东; حروف صينية تقليدية: 關東; ويد–جيلز:Kuan-tung) هي منطقة ساحلية في الشمال الشرقي بالصين معروفة بجيش كوانتونغ الياباني. كوانتونغ هو أيضا اسم لمنطقة كانتو اليابانية.